# Chair de poule, le film
Pour les articles homonymes, voir Chair de poule (homonymie).
Série
Les Fantômes d'Halloween
(2018)
Pour plus de détails, voir Fiche technique et Distribution.
Chair de poule, le film ou Chair de poule au Québec (Goosebumps) est une comédie fantastique américano-australienne réalisée par Rob Letterman, sortie en 2015.
Le film est une adaptation cinématographique de la collection littéraire horrifique pour enfants Chair de poule créée par R.L. Stine.
Il est suivi par un deuxième volet intitulé Chair de poule 2 : Les Fantômes d'Halloween, sorti en 2018.

## Synopsis
Après la mort de son père, l'adolescent Zach Cooper et sa mère Gale quitte New York pour emménager dans la petite ville de Madison dans le Delaware, où Gale obtient un emploi en tant que nouvelle directrice adjointe du lycée local. Dans le quartier, Zach rencontre sa voisine Hannah, dont le père surprotecteur lui dit de rester loin d'elle. Zach se lie également d'amitié avec un étudiant lâche mais amical nommé Champ. Hannah invite Zach dans un parc d'attractions abandonné où ils font connaissance. À son retour à la maison, le père d'Hannah lui avertit à nouveau de rester loin d'eux. Quand Zach entend le cri d’Hannah, Ils appellent la police pour signaler l’agression de M. Shivers contre sa fille mais celui-ci prétend ne pas avoir de fille et s’en sort sans problème.
Le soir même, Gale doit superviser le bal d’automne de l'école et laisse Zach avec sa tante Lorraine. Craignant qu'Hannah ne soit en danger, Zach et Champ attend que M. Shivers quitte sa maison pour s’y introduire. Ils trouvent un livre avec de nombreux manuscrits verrouillés de la série de livres d'horreur Chair de poule. Zach déverrouille accidentellement L'Abominable Homme des Neiges de Pasadena et le monstre titulaire du livre en émerge. Avec l'aide d'Hannah, ils traquent L'Abominable Homme des Neiges jusqu'à une patinoire où le père d'Hannah apparaît et emprisonne le monstre dans le livre.
Le père d'Hannah se révèle comme R. L. Stine, le créateur de la franchise Chair de poule ; Stine a écrit les histoires pour faire face à une intimidation sévère des autres enfants durant son enfance, mais ses créations sont devenues réelles grâce à son imagination surnaturelle et il a été forcé de les garder emprisonnées dans leurs livres respectifs. De retour à la maison, ils trouvent Slappy, Le Pantin Maléfique de la série libéré de son manuscrit. Cherchant à se venger de son emprisonnement, Slappy brûle son livre et s'échappe avec toute la collection de Chair de poule. Il déverrouille La Voiture hantée  et le livre de La Revanche des nains de jardin, s'éloignant dans la voiture possédée titulaire alors que Stine, Zach, Hannah et Champ sont attaqués par des nains de jardin vivants qui les forcent à quitter la maison.
Slappy se déchaîne à travers Madison, libérant plusieurs monstres de leurs livres pour faire des ravages. Les Plantes mutantes détruisent les tours de téléphonie cellulaire pour isoler la ville, des extraterrestres aux yeux d'insecte gèlent tout le poste de police et un caniche vampire attaque Lorraine. Zach convainc Stine d'écrire un nouveau livre de Chair de poule pour renfermer les monstres, mais Stine lui dit que cela ne peut être fait qu'avec une machine à écrire spéciale affichée à l'école. En chemin, le groupe est attaqué par le garçon invisible et d'une mante religieuse géante, se cachant à l'intérieur d'un supermarché mais Le Loup-garou des marécages les poursuit jusqu'au parking où il est écrasé par Lorraine, qui a survécu à l'attaque du caniche.
Le groupe a traversé un cimetière alors que Lorraine se rend au poste de police où elle est gelée par les extraterrestres. Zach voit Hannah briller comme un fantôme au clair de lune avant d'être attaqué par des zombies. À l'école, Stine avoue à Zach que sa fille est aussi tiré d’un de ses livres, qu'il a créée à l'origine pour faire face à sa solitude et ne plus pouvoir vivre seul. Ils trouvent la machine à écrire et Stine commence à taper une histoire basée sur les événements qui les entourent tandis que Zach et Champ tentent d'avertir tout le monde.
Slappy libère tous les monstres restants de la franchise Chair de poule et leur ordonne d'attaquer l'école. Zach combat les plantes mutantes du livre Sous-sol interdit pendant que les monstres entrent dans l'école avec l'aide de robots jouets. Slappy trouve Stine et lui casse les doigts avec l'étui de la machine à écrire avant de pouvoir terminer le livre. Le groupe incite les monstres à suivre un autobus scolaire piégé avec des explosifs pendant qu'ils montent à bord d'un autre et se rendent au parc d'attractions abandonné. Slappy les traque et libère le Le Mangeur d'hommes. Stine l'affronte et est dévoré pendant que Zach, Hannah et Champ se réfugient dans la grande roue du parc où Zach termine l'histoire avant que la structure ne soit endommagée par les monstres. Zach refuse d'ouvrir le livre de l'histoire parce qu'Hannah sera également aspirée, mais Hannah révèle qu'elle connaissait la vérité sur elle-même depuis le début et l'ouvre, aspirant tous les monstres et elle-même à l'intérieur.
Quelque temps plus tard, Stine commence à travailler comme enseignant à l'école tout en commençant une relation avec Lorraine. Il révèle à Zach qu'il a ramené Hannah en écrivant un nouvel exemplaire de son livre. Alors que Zach et Hannah partent ensemble, Stine incinère la copie, mais trouve ensuite sa machine à écrire en train de dicter. Le garçon invisible révèle qu'il a échappé à son emprisonnement et utilise la machine à écrire pour écrire un nouveau livre sur Chair de poule intitulé La vengeance du garçon invisible.

## Fiche technique
Sauf indication contraire, les informations mentionnées dans cette section peuvent être confirmées par les bases de données cinématographiques IMDb et Allociné,  présentes dans la section « Liens externes ».
- Titre original : Goosebumps
- Titre français : Chair de poule, le film (ou simplement Chair de poule sur la jaquette du film en vidéo)
- Titre québécois : Chair de poule[1]
- Réalisation : Rob Letterman
- Scénario : Darren Lemke, d'après une histoire de Scott Alexander et Larry Karaszewski, basé sur les livres Goosebumps écrits par R.L. Stine
- Musique : Danny Elfman
  - Musiques additionnelles : Chris Bacon et T.J. Lindgren
  - Orchestration : Steve Bartek, Peter Bateman, Tim Rodier, Edgardo Simone, David Slonaker et Edward Trybek
  - Montage musical : Bill Abbott, Denise Okimoto et Terry Wilson
- Direction artistique : Dawn Snyder, Patrick M. Sullivan Jr. et Andrew White
- Décors : Sean Haworth
- Costumes : Judianna Makovsky
- Maquillage : Fionagh Cush
- Coiffure : Adruitha Lee
- Photographie : Javier Aguirresarobe
- Son : Beau Borders, John Marquis, Kevin O'Connell, Dan Sharp, Ethan Van der Ryn
- Montage : Jim May
- Production : Deborah Forte et Neal H. Moritz
  - Production déléguée : Bill Bannerman, Greg Basser, Bruce Berman, Tania Landau et Ben Waisbren
  - Coproduction : Greg Baxter
- Sociétés de production :
  - États-Unis : Original Film, Sony Pictures Releasing et Village Roadshow Pictures, présenté par Sony Pictures Animation et Columbia Pictures, en association avec Expedition Films, LStar Capital et Village Roadshow Pictures
  - Australie : Scholastic Entertainment
- Sociétés de distribution : Columbia Pictures et Sony Pictures Releasing (États-Unis) ; Sony Pictures Releasing France (France) ; Sony Pictures Releasing (Belgique) ; Columbia Pictures (Québec)
- Budget : 58 millions de $[2]
- Pays de production :  États-Unis,  Australie[3]
- Langue originale : anglais, ukrainien
- Format : couleur - 35 mm - 2,39:1 (Panavision) - son Dolby Atmos / Dolby Digital / Datasat / Auro 11.1 / Dolby Surround 7.1 / SDDS
- Genre : comédie, aventure, fantastique, épouvante-horreur
- Durée : 103 minutes
- Dates de sortie[4] :
  - États-Unis : 3 octobre 2015 (Festival international du film de San Diego) ; 16 octobre 2015 (sortie nationale)
  - Québec : 16 octobre 2015[1]
  - Australie : 26 décembre 2015
  - Belgique : 27 janvier 2016[5]
  - France, Suisse romande : 10 février 2016[6],[7]
- Classification :
  - États-Unis : certaines scènes peuvent heurter les enfants - accord parental souhaitable (PG - Parental Guidance Suggested)[N 8]
  - Australie : enfants de 8 ans et plus - Accord parental souhaitable (PG - Parental Guidance) (certificat #267443)[8]
  - France : tous publics (conseillé à partir de 8 ans)[6],[9]
  - Belgique : tous publics (Alle Leeftijden)[5]
  - Suisse romande : interdit aux moins de 10 ans[10]
  - Québec : tous publics - déconseillé aux jeunes enfants (G - General Rating)[1]

## Distribution
- Jack Black (VF : Philippe Bozo ; VQ : François L'Écuyer) : R. L. Stine
- Dylan Minnette (VF : Augustin Brat ; VQ : Éric Paulhus) : Zachary « Zach » Cooper
- Odeya Rush (VF : Rebecca Benhamour ; VQ : Sarah-Jeanne Labrosse) : Hannah Stine
- Ryan Lee (VF : Tom Trouffier ; VQ : Maxime Desjardins) : Champ
- Amy Ryan (VF : Sabine Héraud ; VQ : Marie-Andrée Corneille) : Gale Cooper
- Jillian Bell (VF : Gaëlle Marie ; VQ : Julie Beauchemin) : Lorraine Conyers
- Halston Sage (VQ : Claudia-Laurie Corbeil) : Taylor
- Ken Marino : le coach Carr
- Timothy Simons (VF : Fabrice Lelyon) : l'officier Stevens
- Amanda Lund (VF : Garance Thénault) : l'officier Brooks
- Steven Krueger : Davidson
- Keith Arthur Bolden (VF : Christophe Peyroux) : le principal Garrison
- R. L. Stine : M. Black (caméo)

Dans le film, Jack Black prête également sa voix aux personnage de Slappy, la marionnette maléfique et Brent Green, le garçon invisible. Néanmoins, dans la versions française et québécoise du film, ces personnages ne sont pas doublés par les mêmes comédiens.
 Source et légende : version française (VF) sur RS Doublage et DoublageFrancophone
 Source et légende : version québécoise (VQ) sur Doublage.qc.ca

## Production

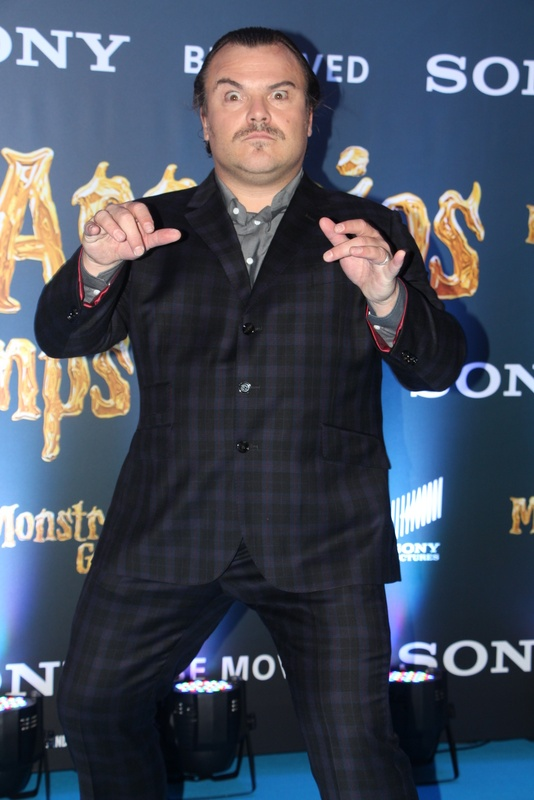
Jack Black à la première mondiale du film.

### Développement
En 2008, Columbia Pictures récupère les droits d'adaptation de la collection littéraire Chair de poule et sont rejoints par Deborah Forte et Neal H. Moritz qui produisaient la série télévisée adaptée de la collection.
Les producteurs annoncent vite que le film n'adaptera pas un seul roman, les romans étant trop courts pour être adaptés individuellement au cinéma. Ils dévoilent ensuite que le film va créer un univers dans lequel tous les monstres de la collection pourraient se rejoindre et inclure une version fictif de son auteur, R.L. Stine, comme héros.

### Attribution des rôles
En septembre 2013, Jack Black entre en négociation pour interpréter R.L. Stine, puis, en février 2014, Dylan Minnette et Odeya Rush rejoignent la distribution pour interpréter les deux autres personnages principaux du film.

### Tournage
Le tournage du film s'est déroulé entre le 23 avril et le 16 juin 2014 à Atlanta dans l'État de Géorgie.

### Musique
La musique est composée par Danny Elfman.
| 1.    | Goosebumps        | 2:11 |
| 2.    | Ferris Wheel      | 4:44 |
| 3.    | To the Rescue     | 1:16 |
| 4.    | Camcorder         | 1:37 |
| 5.    | Ice Rink          | 4:01 |
| 6.    | Capture           | 1:11 |
| 7.    | Slappy            | 1:48 |
| 8.    | Confession        | 2:05 |
| 9.    | Slappy's Revenge  | 1:43 |
| 10.   | Bus Escape        | 1:54 |
| 11.   | Lawn Gnomes       | 2:52 |
| 12.   | Ghost Hannah      | 0:54 |
| 13.   | Mantis Chase      | 2:18 |
| 14.   | Hannah's Back     | 2:24 |
| 15.   | They're Here      | 2:29 |
| 16.   | Farewell          | 5:28 |
| 17.   | Credit            | 2:14 |
| 18.   | Something's Wrong | 0:55 |
| 19.   | Champ             | 1:18 |
| 20.   | Break In          | 1:31 |
| 21.   | The Books         | 4:24 |
| 22.   | Instagram         | 1:48 |
| 23.   | Floating Poodle   | 1:09 |
| 24.   | Werewolf          | 3:16 |
| 25.   | Lovestruck        | 1:00 |
| 26.   | Panic             | 2:42 |
| 27.   | On the Run        | 0:58 |
| 28.   | Fun House         | 3:32 |
| 29.   | The Twist         | 0:25 |
| 64:07 |                   |      |

Musiques additionnelles
- Racketeer de The Blue Van
- Get Ugly de Jason Derulo
- Heads Will Roll (A-Trak Remix) de Yeah Yeah Yeahs
- Headlights de Opien
- Everybody Have Fun Tonight de Ryan Perez-Daple
- Better Than The Rest de Shock Diamonds

## Accueil

### Accueil critique
Le film reçoit des critiques majoritairement positives. Sur le site agrégateur de critiques Rotten Tomatoes, il obtient 77 % de critiques positives, avec une note moyenne de 6,4/10 sur la base de 118 critiques positives et 36 critiques négatives. Le film obtient le statut « Frais », le certificat de qualité du site.
Le consensus critique établi par le site résume que le film prend juste assez du charme de l'effrayante, mais pas trop, série de livres dont il s'inspire pour lui pardonner son humour trop léger et son rythme précipité.
Sur Metacritic, il reçoit des critiques plus mitigés, obtenant une note de 60/100 basée sur 29 critiques collectées.

### Box-office
| Pays ou région | Box-office      | Date d'arrêt du box-office | Nombre de semaines |
| -------------- | --------------- | -------------------------- | ------------------ |
| France         | 325 210 entrées | 15 mars 2016               | 5                  |
| États-Unis     | 80 080 379 $    | 18 février 2016            | 18                 |
| Mondial        | 150 170 815 $   | 5 juin 2016                | -                  |

## Distinctions
Source : Internet Movie Database
 Sauf indication contraire, les informations mentionnées dans cette section peuvent être confirmées par les bases de données cinématographiques IMDb et Allociné,  présentes dans la section « Liens externes ».

### Nominations
2016
- Academy of Science Fiction, Fantasy and Horror Films - Saturn Award : meilleur film fantastique
- Golden Trailer Awards : meilleure affiche d’un film d'animation ou familial
- Visual Effects Society : meilleurs effets visuels dans un projet physique spécial pour Daniel Marsh, Alex Harding, Jason Schugardt et Michael Wigart
- Young Artist Awards : meilleure performance dans un long métrage - Jeune actrice (14 - 21) pour Odeya Rush

## Éditions en vidéo
- En France, le film Chair de poule est sorti en DVD le 22 juin 2016[6]. Avec l'arrivée du Blu-ray, une version combo Blu-ray 3D + Blu-ray + DVD + Copie digitale est sortie le 6 juillet 2016[26] ainsi qu'une édition collector limitée Blu-ray + DVD sortie le 6 juillet 2016[27]. Le film est également sorti en VOD le 20 juin 2016[6].
- Au Québec, le film est sorti en DVD le 26 janvier 2016[1].

## Suite
En septembre 2015, Sony Pictures Animation annonce le lancement du développement d'un deuxième volet sans dévoiler plus d'informations.
Après plusieurs changement de titre et de date, le film est officiellement annoncé pour octobre 2018. Après avoir dans un premier temps été annoncé absent du projet, Jack Black est le seul acteur du premier film à revenir dans le second volet mais cette fois-ci uniquement pour le rôle de R.L. Stine, la voix de Slappy ayant été confiée à un autre acteur.
Le film met en scène un nouveau groupe d'adolescents dans une petite ville qui font la découverte du tout premier manuscrit de R. L. Stine dans son ancienne demeure. Ils libèrent par accident Slappy qui va tout faire pour déclencher l'apocalypse.